# RAMS
RAMS staat voor de samenhang tussen de aspecten: betrouwbaarheid, beschikbaarheid, onderhoudbaarheid en veiligheid. Aan de hand van deze vier aspecten is voor elk product/systeem de gewenste kwaliteit van de primaire prestatie te beschrijven, te bepalen en te monitoren.
Voor diverse vakgebieden maakt de aanpak deel uit van vakgerelateerde normen (bijvoorbeeld de Europese norm EN50126 Railway applications of de machinerichtlijn). In de onder Systems Engineering beschreven werkwijze voor het ontwikkelen van systemen is RAMS een vast onderdeel.
Steeds vaker worden naast de aspecten betrouwbaarheid, beschikbaarheid, onderhoudbaarheid en veiligheid ook gezondheid en omgeving betrokken. Het acroniem is dan RAMSHE. Als ook de kosten meegenomen worden praat men over RAMSHEC, ook wel aangeduid met RAMS(HEC). 

## Het acroniem en de definities
Reliability (Betrouwbaarheid)
De waarschijnlijkheid dat een item een vereiste functie kan uitvoeren onder gegeven omstandigheden gedurende een bepaald tijdsinterval.
Availability (Beschikbaarheid) 
Het vermogen van een product in een toestand te zijn om de vereiste functie onder bepaalde omstandigheden op een bepaald moment of gedurende een bepaald tijdsinterval uit te voeren, ervan uitgaande dat de vereiste externe hulpbronnen zijn verschaft.
Maintainability (Onderhoudbaarheid) 
De waarschijnlijkheid dat een bepaalde activiteit voor actief onderhoud voor een item onder gegeven gebruiksomstandigheden kan worden uitgevoerd binnen een vastgestelde tijd wanneer het onderhoud wordt uitgevoerd volgens vastgestelde voorwaarden en aan de hand van vastgestelde procedures en hulpbronnen.
Safety (Veiligheid)
Het vrij zijn van onaanvaardbare risico's of letsels.
Health (Gezondheid) 
Het vrij zijn van onaanvaardbare risico's met betrekking tot de gezondheid van gebruikers.
Environment (Omgeving) 
Het vrij zijn van onaanvaardbare risico's met betrekking tot de omgeving.
Costs (Kosten) 
De kosten die gemoeid zijn met het ontwerpen, vervaardigen, gebruiken, onderhouden en verwijderen van een product (ook wel life-cycle costs of LCC genoemd).

## Nadere uitleg
De essentie van RAMS is het expliciet maken van het prestatieniveau (performance) van de RAMS-parameters R, A, M en S en eventueel H, E en C. Hieronder wordt aan de hand van een voorbeeld (de fiets) uitgelegd wat daarmee bedoeld wordt.
- Betrouwbaarheid wordt uitgedrukt in een kans per tijdseenheid. Feitelijk wordt alleen met het begrip onbetrouwbaarheid gewerkt: de kans op falen van de functionaliteit in een periode. De kans dat je fiets faalt (of beter nog: het aantal keren dat je fiets faalt) als je aan het fietsen bent, wordt de (on)betrouwbaarheid van je fiets genoemd.
- Beschikbaarheid is dimensieloos en kan worden vastgelegd in procenten. De beschikbaarheid van een fiets kan gezien worden als de kans dat de functionaliteit (fietsen) benut kan worden. 99,3% beschikbaarheid betekent dat als je je fiets pakt er een kans van 99,3% is dat je erop weg kunt fietsen. Beschikbaarheid kan ook uitgedrukt worden in dagen per jaar (de fiets is 360 dagen per jaar (= 98,63%) beschikbaar).
- Onderhoudbaarheid wordt uitgedrukt in de tijd nodig om iets weer gangbaar te maken. (het remsysteem van de fiets moet in 2 uur vervangen kunnen worden).
- Veiligheid, bijvoorbeeld het aantal persoonlijke ongelukken per jaar veroorzaakt door het falen van een van de componenten van de fiets.
- Gezondheid, de invloed van het gebruik van de fiets op de gezondheid van de gebruiker (arbeidsomstandigheden).
- Omgeving, de mate waarin de fiets de omgeving belast. NB: deze belasting van het milieu wordt in een juist uitgevoerde analyse beschouwd over de gehele levenscyclus van de fiets, dus van ontwerp tot en met verwijdering. Een elektrische fiets belast de omgeving, bij sloop kan er olie en vet in de omgeving terechtkomen.
- Kosten, het totaal van alle kosten gedurende de levenscyclus. De aanschaf van de fiets, een aantal keer nieuwe banden en een aantal malen een reparatie.

Wanneer we nu bij de aanschaf van de fiets deze specificaties meegeven en de leverancier vragen deze waarde aan te tonen weten we exact wat we krijgen. Zowel voor klant als leverancier is dit een betere specificatie dan "hij moet gewoon goed zijn, nooit onverwachts stuk gaan en niet te duur in onderhoud zijn".
De uitleg met dit eenvoudige voorbeeld laat uiteraard vele zaken onbelicht, maar denk in dit kader ook aan grote en/of industriële installaties of infrastructurele werken.
Om tot kwantificering te komen van de RAMS(HEC) parameters worden in het algemeen risicoanalyses uitgevoerd op product- en/of procesniveau. Hierbij wordt nagegaan hoe groot de kans van falen is (hoe vaak kan het voorkomen) en hoe groot het gevolg van het falen is (hoe erg is het als het voorkomt; effect). Wanneer van beide factoren op basis van inschattingen, berekeningen, storingsanalyses en dergelijke waarden bekend zijn, kunnen deze vergeleken worden met de gewenste waarden afgeleid van, uiteindelijk, de klantwens. Zo nodig kan dan actie worden ondernomen om zaken bij te stellen zodat de gewenste waarden gehaald worden of de niet gehaalde waarden worden in de complete overall risicoanalyse opgenomen waarbij de gevoeligheid van dit component, product of systeem ten opzichte van gewenste performance zichtbaar wordt.
De aanpak is schaalbaar en kan gebruikt worden voor zowel een fietsbel als een groot railinfraproject.
Het einddoel van RAMS(HEC) ligt besloten in het kwaliteitsmanagementsysteem waar het deel van uitmaakt, namelijk het verhogen van de kwaliteit (lees ook het verbeteren van performance, sluiten van verbetercirkel). RAMS(HEC) zal verder onder andere leiden tot meer emotie onafhankelijke en dus rationele beslissingen.